# Miguel Barros Morán
Miguel Barros Morán; fue un político y abogado chileno. Nació en Melipilla, el 15 de agosto de 1815. Falleció en la misma ciudad, el 15 de junio de 1892. Hijo de don Manuel Barros Andonaegui y doña Mercedes Morán Fuenzalida. Se casó con Juana Barros Varas y tuvieron tres hijos. 
Se recibió de abogado el 15 de mayo de 1841. 
Elegido Diputado por Melipilla en dos período consecutivos (1852-1858); en estos períodos integró la Comisión permanente Calificadora de Peticiones y la de Negocios Eclesiásticos. 
Electo Senador por la provincia de Cachapoal (1867-1873), integró la Comisión de Educación y Beneficencia y la de Constitución, Legislación y Justicia.
Además de parlamentario fue magistrado hasta 1856 y jubiló como ministro interino de la Corte Suprema de Justicia. Sirvió un tiempo como consejero de la Caja Hipotecaria. Contribuyó a la fundación de "El Independiente", diario conservador, como eran sus ideas políticas. 